# Heinrich Oberhoffer
Heinrich Oberhoffer (Pfalzel, raval de Trèveris, 1824 - Luxemburg, 1885) fou un músic i compositor luxemburguès.
Estudià en un seminari de Brussel·les, i després fou organista de Trèveris, i més tar de Luxemburg, en el Seminari del qual també en fou professor.
És autor d'un tractat sobre cant gregorià (1852), i publicà un mètode de piano amb el títol Kurz gefasste maegl. Vollst, praktische Klavierschule mit vielen Beispielen und Uebungen (Bonn, 1860), i un Tractat d'harmonia i composició amb observacions particulars sobre la forma de tocar l'orgue en les esglésies catòliques (Luxemburg, 1860).
A més, va compondre, música vocal religiosa, i sis peces per a piano a quatre mans, que donà com a suplement al seu mètode de piano.
El 1862 fundà a Trèveris una revista musical titulada 'Caecilia'.